# Temporada 1997-98 de los Detroit Pistons
La temporada 1997-98 fue la quincuagésima de los Pistons en la NBA, y la cuadragésimo primera en su localización de Detroit, Míchigan. La temporada regular acabaron con 37 victorias y 45 derrotas, ocupando la undécima posición de la Conferencia Este, no logrando clasificarse para los playoffs.

## Elecciones en elDraft
| Ronda | Puesto | Jugador          | Posición | Nacionalidad   | Universidad |
| ----- | ------ | ---------------- | -------- | -------------- | ----------- |
| 1     | 19     | Scot Pollard     | Pívot    | Estados Unidos | Kansas      |
| 2     | 31     | Charles O'Bannon | Escolta  | Estados Unidos | UCLA        |

## Temporada regular
| División Central      | División Central | División Central | División Central | División Central | División Central | División Central | División Central | División Central |
| Equipo                | G                | P                | %                | PD               | Casa             | Fuera            | Div              |                  |
| --------------------- | ---------------- | ---------------- | ---------------- | ---------------- | ---------------- | ---------------- | ---------------- | ---------------- |
| y-Chicago Bulls       | 62               | 20               | .756             | –                | 37–4             | 25–16            | 21–7             |                  |
| x-Indiana Pacers      | 58               | 24               | .707             | 4                | 32–9             | 26–15            | 19–9             |                  |
| x-Charlotte Hornets   | 51               | 31               | .622             | 11               | 32–9             | 19–22            | 16–12            |                  |
| x-Atlanta Hawks       | 50               | 32               | .610             | 12               | 29–12            | 21–20            | 19–9             |                  |
| x-Cleveland Cavaliers | 47               | 35               | .573             | 15               | 27–14            | 20–21            | 14–14            |                  |
| Detroit Pistons       | 37               | 45               | .451             | 25               | 25–16            | 12–29            | 12–16            |                  |
| Milwaukee Bucks       | 36               | 46               | .439             | 26               | 21–20            | 15–26            | 9–19             |                  |
| Toronto Raptors       | 16               | 66               | .195             | 46               | 9–32             | 7–34             | 2–26             |                  |

## Estadísticas

### Temporada regular
| Rk | Jugador          | Edad | Pos. | P  | PT | MP   | TC  | TCI  | %TC  | T3  | T3I | %T3  | TL  | TLI | %TL   | RO  | RD  | RT  | AS  | RB  | TAP | BP  | FP  | PTS  |
| -- | ---------------- | ---- | ---- | -- | -- | ---- | --- | ---- | ---- | --- | --- | ---- | --- | --- | ----- | --- | --- | --- | --- | --- | --- | --- | --- | ---- |
| 1  | Grant Hill       | 25   | SF   | 81 | 81 | 40.7 | 7.6 | 16.8 | .452 | 0.0 | 0.3 | .143 | 5.9 | 8.0 | .740  | 1.1 | 6.5 | 7.7 | 6.8 | 1.8 | 0.7 | 3.5 | 2.4 | 21.1 |
| 2  | Lindsey Hunter   | 27   | PG   | 71 | 67 | 35.3 | 4.5 | 11.6 | .383 | 1.2 | 3.7 | .321 | 2.0 | 2.8 | .740  | 0.9 | 2.6 | 3.5 | 3.2 | 1.7 | 0.1 | 1.5 | 2.5 | 12.1 |
| 3  | Bison Dele       | 28   | C    | 78 | 78 | 33.6 | 6.8 | 13.3 | .511 | 0.0 | 0.0 | .333 | 2.5 | 3.6 | .707  | 2.9 | 6.1 | 8.9 | 1.2 | 0.9 | 0.7 | 2.3 | 3.2 | 16.2 |
| 4  | Joe Dumars       | 34   | SG   | 72 | 72 | 32.3 | 4.6 | 11.0 | .416 | 2.2 | 5.9 | .371 | 1.8 | 2.1 | .825  | 0.2 | 1.3 | 1.4 | 3.5 | 0.6 | 0.0 | 1.2 | 1.4 | 13.1 |
| 5  | Jerry Stackhouse | 23   | SG   | 57 | 15 | 31.5 | 5.2 | 12.1 | .428 | 0.5 | 2.6 | .208 | 4.8 | 6.1 | .782  | 1.4 | 2.0 | 3.3 | 3.1 | 1.0 | 0.7 | 2.6 | 2.1 | 15.7 |
| 6  | Theo Ratliff     | 24   | C    | 24 | 12 | 24.4 | 2.4 | 4.6  | .514 | 0.0 | 0.0 |      | 1.8 | 2.6 | .683  | 1.9 | 3.1 | 5.0 | 0.6 | 0.5 | 2.3 | 1.4 | 3.5 | 6.5  |
| 7  | Malik Sealy      | 27   | SF   | 77 | 10 | 21.3 | 2.8 | 6.6  | .428 | 0.1 | 0.5 | .220 | 1.9 | 2.4 | .824  | 0.6 | 2.2 | 2.8 | 1.3 | 0.8 | 0.3 | 1.0 | 2.0 | 7.7  |
| 8  | Aaron McKie      | 25   | SF   | 24 | 1  | 19.7 | 1.8 | 4.3  | .413 | 0.1 | 0.7 | .176 | 0.8 | 1.0 | .870  | 1.0 | 1.8 | 2.8 | 1.6 | 1.0 | 0.0 | 1.0 | 2.0 | 4.5  |
| 9  | Grant Long       | 31   | PF   | 40 | 17 | 18.5 | 1.3 | 2.9  | .427 | 0.0 | 0.1 | .000 | 1.0 | 1.4 | .719  | 1.4 | 2.3 | 3.8 | 0.6 | 0.7 | 0.3 | 0.6 | 2.3 | 3.5  |
| 10 | Jerome Williams  | 24   | PF   | 77 | 3  | 16.9 | 2.0 | 3.7  | .524 | 0.0 | 0.0 | .000 | 1.4 | 2.2 | .651  | 2.2 | 2.7 | 4.9 | 0.6 | 0.7 | 0.1 | 0.8 | 1.9 | 5.3  |
| 11 | Don Reid         | 24   | PF   | 68 | 44 | 14.6 | 1.4 | 2.6  | .534 | 0.0 | 0.0 |      | 0.7 | 1.0 | .704  | 1.1 | 1.4 | 2.6 | 0.4 | 0.4 | 0.8 | 0.4 | 2.7 | 3.5  |
| 12 | Eric Montross    | 26   | C    | 28 | 10 | 12.6 | 1.1 | 2.4  | .456 | 0.0 | 0.0 |      | 0.3 | 0.8 | .429  | 1.5 | 2.4 | 3.8 | 0.1 | 0.2 | 0.5 | 0.5 | 2.4 | 2.5  |
| 13 | Rick Mahorn      | 39   | C    | 59 | 0  | 12.0 | 1.0 | 2.2  | .457 | 0.0 | 0.0 |      | 0.4 | 0.6 | .676  | 1.1 | 2.2 | 3.3 | 0.3 | 0.2 | 0.1 | 0.6 | 2.1 | 2.4  |
| 14 | Scot Pollard     | 22   | C    | 33 | 0  | 9.6  | 1.1 | 2.1  | .500 | 0.0 | 0.0 |      | 0.6 | 0.7 | .826  | 1.0 | 1.2 | 2.2 | 0.3 | 0.2 | 0.3 | 0.4 | 1.5 | 2.7  |
| 15 | Charles O'Bannon | 22   | SG   | 30 | 0  | 7.8  | 0.9 | 2.3  | .377 | 0.0 | 0.1 | .000 | 0.4 | 0.5 | .800  | 0.5 | 0.6 | 1.1 | 0.6 | 0.3 | 0.0 | 0.3 | 0.5 | 2.1  |
| 16 | Steve Henson     | 29   | PG   | 23 | 0  | 2.8  | 0.6 | 1.1  | .500 | 0.1 | 0.3 | .375 | 0.3 | 0.3 | 1.000 | 0.0 | 0.1 | 0.1 | 0.2 | 0.0 | 0.0 | 0.3 | 0.4 | 1.6  |

## Galardones y récords
| Jugador    | Galardón                              |
| Grant Hill | 2.º Mejor quinteto de la NBA All-Star |